# Afroscoparia contemptalis
Afroscoparia contemptalis là một loài bướm đêm trong họ Crambidae.